# Metriomantis occidentalis
Metriomantis occidentalis är en bönsyrseart som beskrevs av Atilio Lombardo 1999. Metriomantis occidentalis ingår i släktet Metriomantis och familjen Mantidae. Inga underarter finns listade i Catalogue of Life.